# كورين بيترز
كورين بيترز هي لاعبة كرلنغ كندية، ولدت في 1960.